# Maxillaria nanegalensis
Maxillaria nanegalensis är en orkidéart som beskrevs av Heinrich Gustav Reichenbach. Maxillaria nanegalensis ingår i släktet Maxillaria och familjen orkidéer. Inga underarter finns listade i Catalogue of Life.